# Ronde Island
Ronde Island, wyspa na Morzu Karaibskim należąca do grupy Grenadyn w archipelagu Wysp Nawietrznych położona ok. 32 km na północny wschód od stolicy Grenady - St. George’s.